# اولگین
اولگین (اُلْگین) (به اسپانیایی: Holguín) یک شهر در کوبا است که در استان اولگین واقع شده‌است.

## خصوصیات
این شهر ۶۵۵٫۹ کیلومترمربع مساحت و ۳۴۶٬۱۹۱ نفر جمعیت دارد و ۵ متر بالاتر از سطح دریا واقع شده‌است.

## خواهرخوانده
شهرهای یزد، سالتییو، کواویلا و باینا خواهرخوانده‌های اولگین هستند.